# Cortes y Graena
Cortes y Graena ist eine Gemeinde in der Provinz Granada im Südosten Spaniens mit 966 Einwohnern (Stand: 2024) Die Gemeinde liegt in der Comarca Guadix. 

## Geografie
Die Gemeinde liegt im Zentrum der Provinz und grenzt an Beas de Guadix, Darro, Lugros, Marchal, La Peza, Polícar und Purullena. 

## Geschichte
Die Region ist seit der Bronzezeit bewohnt, wie archäologische Funde belegen. Die Römer und später die Mauren lebten in dieser Gegend, wahrscheinlich angezogen von den Thermalquellen. Im Jahr 1492 wurde sie von den Katholischen Königen zurückerobert und geriet in Abhängigkeit von der Krone, bis die Gemeinde im 17. Jahrhundert von der Familie Pérez de Barradas erworben wurde, die die Markgrafschaft Cortes de Graena bildete.